# Cristal electrocrómico
El material electrocrómico es un VIDRIO opaco que se vuelve transparente cuando se le aplica una corriente eléctrica. Una lámina de este vidrio está constituida por dos capas de vidrio en las dos caras exteriores y, entre ellas, por una serie de capas de materiales transparentes que tienen la cualidad de hacer perder la transparencia de una de ellas al teñirse de un color (generalmente azul y verde). Este fenómeno sucede cuando se le aplica una tensión eléctrica, y cuando la corriente se invierte el proceso también lo hace, recuperando así la transparencia. Es posible ajustar el grado de oscuridad hasta el nivel deseado.
El vidrio electrocrómico forma parte del grupo de los llamados “vidrios inteligentes”, entre los que están el vidrio fotocrómico, que pierde transparencia al incidir sobre él luz intensa, el termocrómico, que hace lo propio con aumentos y disminuciones de la temperatura, el de partículas suspendidas (SPD) y el de cristal líquido.
Se ha demostrado que el uso de ventanas electrocrómicas en casas y edificios comerciales puede reducir los gastos en energía eléctrica hasta en un 40% ya que tienen la capacidad de regular la cantidad de luz y calor que llega al interior. De esta manera se evita poner persianas y se reduce el gasto energético en aire acondicionado e iluminación. Los usos que se le puede dar a este vidrio son múltiples, tanto en casas, oficinas, locales comerciales y muchas aplicaciones más.
En casas como sustitutos de cortinas y persianas, se usa también en tragaluces y en los acrílicos o cristales de los baños, algunos aprovechan sus ventanales para utilizarlos como pantalla de proyección. En oficinas los utilizan en salas de juntas y privados utilizándolos también como pizarrones inteligentes y pantalla de proyección
Sus aplicaciones son múltiples, son muy comunes en Restaurantes, Hoteles, Hospitales e incluso automóviles y ventanillas en los aviones. Ésta es una tecnología que aunque lleva ya muchos años en desarrollo, es realmente nueva en el mundo y está revolucionando el mercado por sus diferentes aplicaciones. Conociendo bien el productos, sus funcionalidades y sus capacidades, es realmente un producto que merece la inversión y a pesar de que sólo existen cuatro fabricantes de esta tecnología en el mundo, ya está disponible en países como Corea, Japón, Francia, Estados Unidos y México
Algunos de los beneficios del uso de esta tecnología son:
- Sustituye cortinas y ventanas.
- Elimina la propagación de polvo, ácaros y bacterias.
- Se limpia como cualquier vidrio.
- Protección UV sin precedente +/- 98% tanto encendido como apagado.
- Ahorro de energía y costos de calefacción y aire acondicionado.
- Es un producto verde ya que sólo consume entre 3 y 5 watts por m².
- A una fracción del costo de un vidrio nuevo y no se requiere construcción.
- Se puede instalar la película en sólo una parte del vidrio si así se desea.

## Historia
Este vidrio tiene una capa constituida por un material electrocrómico, que es el que tiene la capacidad de cambiar de transparente a tintado mediante una reacción química provocada por el paso de corriente eléctrica. Los materiales electrocrómicos fueron descubiertos en los años 1970 y han ido adquiriendo, desde la década de los 1990, mucha atención debido al gran número de aplicaciones, aunque la mayoría de ellas están muy poco desarrolladas.
En 1999 se hicieron una serie de pruebas en el Edificio Federal de Oakland (California) que tenían como objetivo desarrollar sistemas de control en las ventanas electrocrómicas, obtener datos sobre la cantidad de energía usada con este vidrio y evaluar el confort visual que proporcionan. Estos tests se realizaron desde noviembre de 1999 hasta febrero de 2000 en dos habitaciones del citado edificio. Ambas tienen unas mismas dimensiones y están orientadas hacia el sureste, lugar donde cada una de ellas tiene una ventana del mismo tamaño. La diferencia es que una de ellas tenía vidrio electrocrómico y la otra no. De esta manera se hicieron comparaciones entre las dos habitaciones.
Con estos experimentos, y otros similares, se obtuvieron varias conclusiones. Se observó que con la ventana electrocrómica se ahorra en energía de iluminación interior entre un 6 y un 24% si se compara con vidrios tintados convencionales, de una transmitancia óptica del 11%. Sin embargo, cuando el sol incide directamente en la habitación y la ventana electrocrómica se oscurece hasta alcanzar una transmitancia del 11% las diferencias de gasto energético, respecto de la ventana tintada, son mínimas. Esta diferencia de gasto en energía de iluminación se nota más cuando la luz exterior es más tenue (por la mañana y por la tarde) y la ventana electrocrómica recupera gran parte de la transmitancia mientras que la tintada se mantiene en el 11%, haciendo necesario más gasto en luz interior con la segunda ventana.
Cuando la ventana electrocrómica se compara con otra que tiene un vidrio de alta transmitencia óptica (38%) se observa que el gasto en energía para la iluminación eléctrica es entre un 0 y un 13% mayor en la habitación que tiene el vidrio electrocrómico. Esto pasa porque un vidrio de alta transmitancia permite pasar un poco más de luz que el electrocrómico en su estado más transparente. Con estos datos se concluye que las ventanas de vidrio electrocrómico son especialmente productivas en las fachadas que más luz directa reciben porque son las más expuestas a cambios fuertes de la intensidad de la luz exterior. A partir de estos experimentos, diversas empresas del sector se han encargado de mejorar las características de estas ventanas para hacerlas más productivas y económicas.
El vidrio electrocrómico hizo su debut mundial en el Salón del Automóvil de Detroit en enero de 2005, al ser incorporado por primera vez en los retrovisores del Ferrari 575 Superamérica. Desde entonces es común encontrar este vidrio en retrovisores y techos solares de coches de lujo y en algunos edificios de oficinas. Aun así, actualmente no es un vidrio que esté muy extendido en el automovilismo y la construcción al ser entre dos y tres veces más caro que el vidrio común.

## Funcionamiento
El vidrio electrocrómico está compuesto por siete capas de diferentes materiales. Las dos más exteriores son de vidrio o plástico transparente, y son las que dan a la ventana las características de resistencia y aislamiento térmico y acústico. Las dos capas siguientes están hechas de un material conductor transparente y están conectadas a la corriente eléctrica. Entre estas dos últimas capas citadas están las tres centrales, y en ellas es donde se produce la reacción química que hace oscurecer a la ventana. Una de estas tres capas está compuesta por un material electrocrómico. El que más se usa es el trióxido de wolframio (WO3), cuyas propiedades electrocrómicas fueron descubiertas por Deb en 1969. Hay otros materiales electrocrómicos de carácter orgánico, como la polianilina, y de carácter inorgánico, como el V2O5 y el MoO3. Otra capa de las tres centrales es el contraelectrodo, que es un material capaz de almacenar iones. Este contraelectrodo suele ser un polímero conductor o un óxido metálico, como el óxido de níquel, que es el más usado. Entre la capa electrocrómica y el contraelectrodo está la capa más central de todas, que es un material conductor iónico. Puede ser una disolución electrolítica o un electrolito sólido.
El M+ es un catión metálico (normalmente Li+), o un protón H+ que se intercala a la red de WO3 cuando éste es reducido mediante un voltaje externo aplicado. Los iones positivos (cationes metálicos y protones), que estaban almacenados en la capa del contraelectrodo, atraviesan la capa del conductor iónico hasta llegar al material electrocrómico (en este caso el WO3) cuando éste recibe una corriente eléctrica (recibe electrones procedentes de la capa conductora que está al lado opuesto del contraelectrodo). Esta reacción química produce cambios en el espectro UV-visible del WO3. Una vez que se ha alcanzado el nivel de coloración deseado, la corriente eléctrica se puede detener, quedándose el cristal tintado hasta que se vuelva a aplicar una nueva corriente en sentido inverso que haga que los iones positivos vuelvan al contraelectrodo y que el material electrocrómico recupere su transparencia.
Los viológenos son materiales electrocrómicos orgánicos que hacen que la coloración sea más rápida que con otros materiales electrocrómicos y que el efecto óptico se amplifique dos o tres veces. La reacción de este material fue descubierta por Michael Grätzel y Donald Fitzmaurice a principios de los años 1990. La empresa multinacional TNera ha adquirido los derechos de explotación de esta sustancia.

## Características
La reacción química que se produce en la capa electrocrómica tiene una duración directamente proporcional a la superficie del vidrio. En un espejo retrovisor del coche puede tardar seis segundos en oscurecerse y diez en recuperar la claridad. En el caso de una ventana la reacción tarda de seis a diez minutos.
En los experimentos de Oakland de 1999 se observó que el vidrio electrocrómico no es reflectante y que tiene una excelente claridad óptica ya que en él no hay manchas, agujeros e irregularidades. Cuando está oscurecido el color es uniforme y el cambio de transparente a tintado se produce de manera suave, gradual y coordinada en grupos de ventanas. Tiene un tinte muy ligero de color amarillo cuando está en estado de transparencia máxima.
La transmisión de luz en un vidrio electrocrómico puede variar del cinco al ochenta por ciento, dependiendo del estado en que esté. Las ventanas de ese tipo requieren una conexión eléctrica que se traduce en un cableado que comunica las ventanas con una toma de corriente. El consumo de energía es de 0,1 W/ciclo/m², lo cual es realmente bajo. La tensión eléctrica que se usa en este vidrio va de uno a tres voltios y solo se usa energía eléctrica para cambiar de estado (tintado, transparente y fases intermedias) y no para mantenerlo. El vidrio puede estar programado para absorber sólo una parte del espectro de la luz, como los rayos infrarrojos. El Instituto de Normas y Tecnología de Estados Unidos ha demostrado que las ventanas electrocrómicas pueden reducir la energía consumida en un edificio comercial entre un 30 y un 40 por ciento. También puede ayudar a atrasar la degradación del mobiliario interior mediante el bloqueo de los rayos ultravioleta del sol.
El precio de las ventanas electrocrómicas puede ser de dos a tres veces mayor respecto al de las ventanas convencionales, aunque está previsto que esta diferencia disminuya según mejoren las técnicas de fabricación y las cantidades aumenten. El grosor total de una ventana electrocrómica es de 5,8 mm, de los cuales, 2,1 corresponden a las tres capas centrales donde se produce la reacción. El peso total es de 16 kg/m² y funciona en el intervalo de temperaturas que va desde los -25 °C a los 90 °C.